# Helicoconis (Helicoconis) eglini
Helicoconis (Helicoconis) eglini is een insect uit de familie van de dwerggaasvliegen (Coniopterygidae), die tot de orde netvleugeligen (Neuroptera) behoort. 
Helicoconis (Helicoconis) eglini is voor het eerst wetenschappelijk beschreven door Ohm in 1965.